# Санкт-Петербурзький залізничний вузол

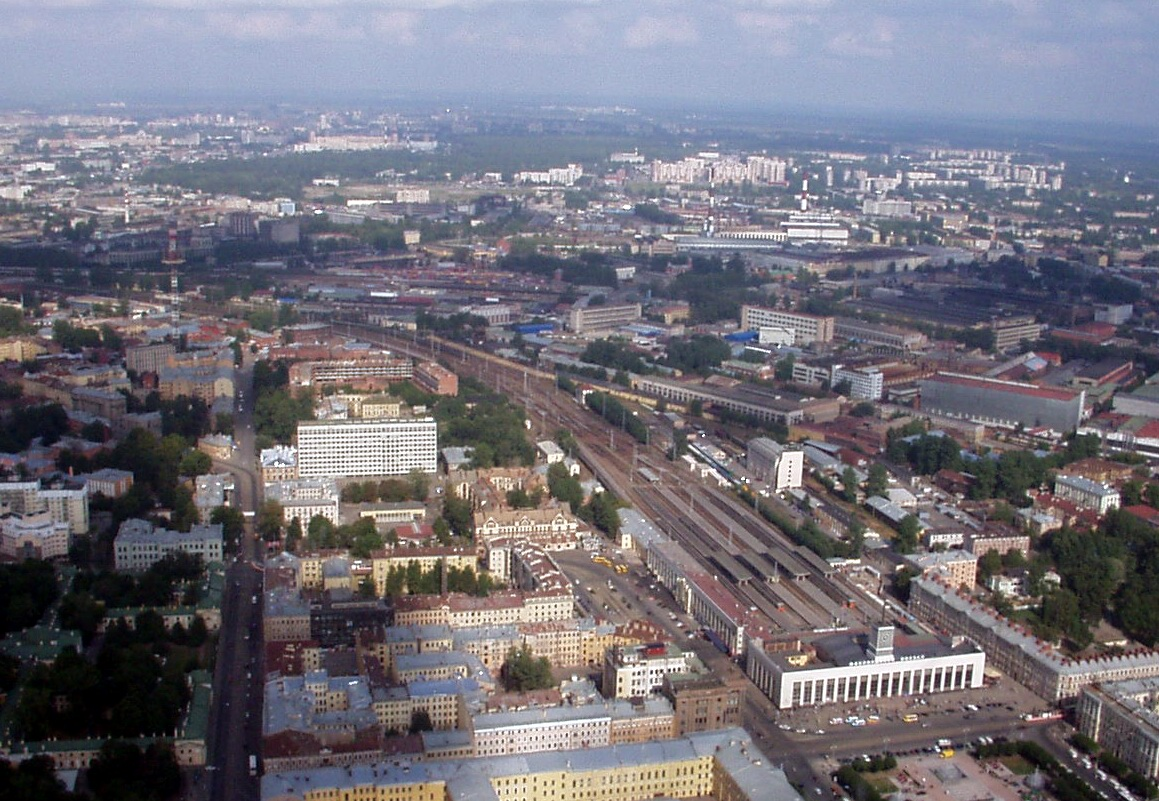
Санкт-Петербург-Фінляндський

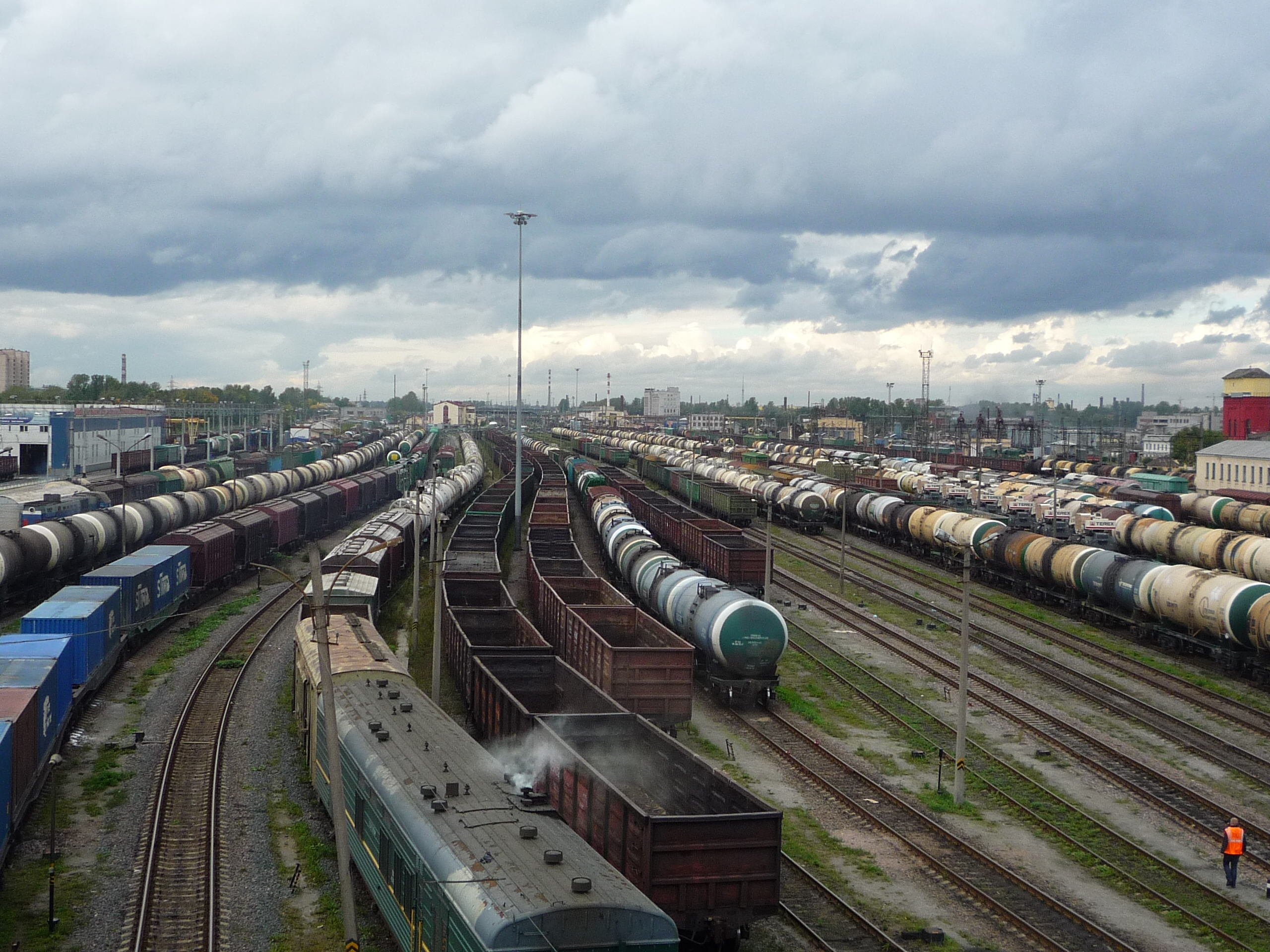
Санкт-Петербург-Сортувальний-Московський

Санкт-Петербурзький залізничний вузол — найбільший залізничний вузол на північному заході Росії, другий за пасажиро- та товарообігом в Росії після Московського, є частиною ІХ міжнародного транспортного коридору. Розташований на території Санкт-Петербурзького та Санкт-Петербург — Вітебського відділень.
Вузол має 423 км колій. Залізничні колії та станції займають в Санкт-Петербурзі приблизно 4 тис. га території. Вантажообіг залізничного вузла досяг рівня понад 110 млн т. на рік. На початок ХХІ сторіччя залізничний вузол міста багато в чому виконує функції сортувального центру для зовнішньоекономічних вантажопотоків та підприємств інших регіонів, спрямованих в бік Фінляндії, Прибалтики та портів Балтійського моря.
Основний немаршрутизованний вантажопотік на морські порти і прикордонні переходи проходить через сортувальну станцію Санкт-Петербург-Сортувальний-Московський, розташовану в південній планувальній зоні Санкт-Петербурга. За своєю структурою Санкт-Петербурзький вузол відноситься до залізничних вузлів напівкільцевого типу через розташованої на заході природної перешкоди Фінської затоки Балтійського моря. Десять залізничних напрямків практично радіально сходяться до центральної частини міста. Більшість з них двоколійні, а Московський напрямок триколійний.
До складу вузла входить 5 діючих вокзалів (Балтійський, Вітебський, Московський, Ладозький, Фінляндський; також існували 3 історичних), 2 сортувальні станції (Санкт-Петербург-Сортувальний-Московський, Шушари), 2 портові станції (Автово та Новий Порт), 10 пасажирських напрямків (Балтійський, Лузький, Вітебський, Московський, Волховстроївський, Ладозький, Іриновський, Приозерський, Виборзький, Сестрорецький).

## Історія
Історія Санкт-Петербурзького залізничного вузла починається 30 жовтня (11 листопада) 1837 рік а з відкриттям першої в Російської імперії Царскосельської залізниці, що сполучила Санкт-Петербург та Царське Село. Для цієї лінії в місті був побудований перший залізничний вокзал, що наразі має назву Вітебський.
У травні 1847 року відкрита перша ділянка Миколаївської залізниці, що сполучила столицю Росії з містом Колпіно, а за чотири роки — і з Москвою. Для цієї лінії також був побудований свій вокзал — Миколаївський (наразі — Московський).
У наступні роки були побудовані ще дві залізничні лінії: Санкт-Петербург — Гатчина (1853 рік) та Санкт-Петербург — Петергоф (1857 рік). Відправлення поїздів здійснювалося відповідно з Варшавського та Петергофського (наразі — Балтійського) вокзалів, споруджених для даних ліній.
В 1870 році була побудована п'ята лінія, яка сполучила Петербург та Велике Князівство Фінляндське. Для лінії було споруджено Фінляндський вокзал, а сама лінія була під орудою управління фінляндських залізниць.
Приблизно до 1880-х років всі п'ять ліній були окремими, сполучення між лініями було відсутнє. В 1880-х роках інженер та підприємець М.І. Путилов запропонував та спроектував вантажну залізничну лінію до вантажного порту. Лінія починалася від Миколаївської залізниці, по шляхопроводам перпендикулярно перетинала Царськосельську, Варшавську та Балтійську залізниці і далі по мосту через Єкатерингофку прямувала в порт; також було побудовано відгалуження до Вугільної гавані. Після завершення будівництва лінію стали називати Портовою, але в народі прижилося інша назва — Путилівська. Також її іноді називали Сполучною, так як від усіх пересічних ліній були прокладені сполучення з Путилівською залізницею. Путилівська залізниця стала першою непасажирською, а також першою лінією, яка поєднала чотири з п'яти залізничних ліній Санкт-Петербурга.
В 1892 — 1894 роках були побудовані ще дві залізничні лінії — Іриновська та Сестрорецька, які обслуговувались Охтинським та Приморським вокзалами відповідно.
В 1905 році від станції Обухово було побудовано відгалуження на Вологду.
В 1908 — 1914 роках побудували другу сполучну лінію, що дозволила зв'язати лінію фінляндських залізниць з іншими. Залізницю провели через Кушелевку та Пискаревку, далі на південь по далеких околиць міста та через новий Фінляндський залізничний міст сполучили з лінією Миколаївської залізниці. Тоді ж була прокладена невелика ділянка, що зв'язала безпосередньо нову сполучну лінію з уже існуючою Путилівською. Ще під час будівництва цієї лінії, була прокладена тимчасова сполучна лінія по лівому берегу Неви до Літейного мосту і далі, використовуючи існуючі трамвайні колії до Нейшлотського провулку. Після завершення будівництва постійної сполучної лінії, тимчасова лінія була розібрана, проте її ділянка приблизно до сучасної вулиці Моїсеєнко діяла як під'їзна до заводів до середини 1990-х років, а колії остаточно були демонтовані лише в 2010 році.
Приблизно в ці ж роки була побудована ще одна сполучна лінія, що з'єднала нову залізницю «Санкт-Петербург — Обухово — Вологда» з усіма іншими лініями, включаючи Путилівську. Лінія отримала неофіційну назву Південна портова залізниця.
В 1917 році до Петрограда була доведена друга лінія Фінляндський залізниць «Петроград — Хійтола», яку приєднали до сполучної лінії.
В 1920-х роках були демонтовані Охтинський та Приморський вокзали, відправлення поїздів були перенесені на Фінляндський вокзал, для чого були прокладені відповідні сполучні лінії. Тоді ж було прокладено лінія «Ржевка — Нева — ГЕС-5».
В 1930-х роках для розвантаження залізничного вузла була прокладена сполучна лінія «Руч'ї — Парнас — Парголово».
В 1940 році побудована стратегічна лінія «Дача Долгорукова — Гори».
В 1960-х роках колії Варшавської залізниці, що розташовувалися на південь від Путилівської лінії в межах міста Ленінграда, були демонтовані, а поїзди пущені коліями Балтійської залізниці. Для сполучення з частиною лінії, паралельно Південної портової залізниці були прокладені нові колії з подальшим сполученням зі старою ділянкою, що прямує до Гатчини. В 2001 році пасажирські відправлення з Варшавського вокзалу припинені, приміські поїзди перенесені на Балтійський вокзал, поїзди далекого прямування — на Вітебський.
В 2002 році станція Обухово увійшла до складу станції Санкт-Петербург-Сортувальний-Московський.
У червні 2003 року на місці вантажної станції Дача Долгорукова був відкритий Ладозький вокзал, що частково розвантажив Московський та Фінляндський вокзали.
В 2017 році остаточно ліквідовані колії у Варшавського вокзалу, а музейні поїзда були перевезені звідти до нового музею у Балтійського вокзалу.